# Liste der Nummer-eins-Hits in Spanien (2001)
Diese Liste enthält alle Nummer-eins-Hits in Spanien im Jahr 2001. Es gab in diesem Jahr 21 Nummer-eins-Singles.
| Singles |
| --- |
| - Tamara feat. Leonardo Dantés – No cambié - 9 Wochen (11. November 2000 – 12. Januar 2001) - Jennifer Lopez – Love Don’t Cost a Thing - 3 Wochen (13. Januar – 2. Februar) - Reincidentes – La otra orilla - 4 Wochen (3. Februar – 3. März) - King Africa – Carnavalito - 5 Wochen (3. März – 6. April) - Gypsy Teens – Club tropicana - 2 Wochen (7. April – 20. April) - Madonna – What It Feels Like For a Girl - 1 Woche (21. April – 27. April) - Depeche Mode – Dream On - 3 Wochen (28. April – 18. Mai) - Manu Chao – Me gustas tu - 4 Wochen (19. Mai – 15. Juni) - Raúl – Prohibida - 5 Wochen (16. Juni – 20. Juli) - Melody – El baile del gorila - 1 Woche (21. Juli – 27. Juli) - Christina Aguilera, Lil’ Kim, Mýa, Pink & Missy Elliott – Lady Marmalade - 2 Wochen (28. Juli – 10. August) - Björk – Hidden Place - 1 Woche (11. August – 17. August) - Jamiroquai – Little L - 4 Wochen (18. August – 14. September) - The Chemical Brothers – It Began In Afrika - 2 Wochen (15. September – 28. September) - Kylie Minogue – Can’t Get You Out of My Head - 2 Wochen (29. September – 12. Oktober, insgesamt 6 Wochen) - Michael Jackson – You Rock My World - 1 Woche (13. Oktober – 19. Oktober) - Enrique Iglesias – Hero - 1 Woche (20. Oktober – 26. Oktober) - Estopa – Partiendo la pana - 1 Woche (27. Oktober – 2. November) - Shakira – Suerte - 1 Woche (3. November – 9. November) - Operación Triunfo – Singles Gala 1 - 1 Woche (10. November – 16. November) - Operación Triunfo – Singles Gala 2 - 1 Woche (17. November – 23. November) - Kylie Minogue – Can’t Get You Out of My Head - 3 Wochen (25. November – 15. Dezember, insgesamt 6 Wochen) - Blind Guardian – And Then There Was Silence - 2 Wochen (16. Dezember – 29. Dezember) - Kylie Minogue – Can’t Get You Out of My Head - 1 Woche (30. Dezember 2001 – 5. Januar 2002, insgesamt 6 Wochen) |